# اصل توالی رسایی
اصل توالی رسایی(به انگلیسی: Sonority Sequencing Principle) یا SSP یکی از اصول واج‌آرایی در واجشناسی زبان است که به تحلیل ساختار هجا براساس مفهوم رسایی می‌پردازد. براساس این اصل در یک هجا، هرچه از هسته هجا دورشویم از میزان رسایی واج‌ها کاسته‌می‌شود.
میزان رسایی یک آوا از نظر آواشناسی تولیدی نشان‌دهنده میزان بازبودن دهان در تولید آواست؛ و از نظر آواشناسی شنیداری نشان‌دهنده شدت صوت؛ و از نظر آواشناسی آکوستیک نشان‌دهنده دامنه بیشتر سیگنال صوتی است.
میزان رسایی یک واج بستگی به درجه‌ای از گرفتگی دارد که هر واج در تولید خود تجربه‌می‌کند. براین‌اساس واکه‌ها که بدون حضور هیچ مانعی در مسیر جریان هوا تولیدمی‌شوند، دارای بیشترین درجه رسایی، و همخوان‌های انسدادی که با بست کامل تولیدمی‌شوند، دارای کمترین درجه رسایی هستند. در میان واج‌ها، واج‌های واکدار نیز نسبت به واج‌های بیواک دارای درجه رسایی بیشتری هستند.

## رتبه‌بندی رسایی
پژوهشگران رتبه‌بندی‌های مختلفی را از درجه رسایی همخوان‌ها ارائه‌کرده‌اند که نمونه‌ای از این رتبه‌بندی را در جدول زیر مشاهده‌می‌کنید:
| نوع همخوان | نمونه‌های واج     | درجه رسایی |
| ---------- | ---------------- | ---------- |
| روان‌ها     | r، l، j          | ۵          |
| خیشومی‌ها   | m، n             | ۴          |
| سایشی‌ها    | s، z، ʃ، ʒ، f، v | ۳          |
| انسایشی‌ها  |                  | ۲          |
| انسدادی‌ها  | b، p، t، d، c    | ۱          |

برخی پژوهشگران با تمایز میان واکه‌های افراشته و افتاده، و همین‌طور روان‌ها رتبه‌بندی زیر را پیشنهاد کرده‌اند:
| نوع واج         | نمونه‌های واج | درجه رسایی |
| --------------- | ------------ | ---------- |
| واکه‌های افراشته | i، u         | ۸          |
| واکه‌های افتاده  | æ، ɑ         | ۷          |
| ناسوده‌ها        | j            | ۶          |
| لرزشی‌ها         | r            | ۵          |
| کناری‌ها         | l            | ۴          |
| خیشومی‌ها        | m، n         | ۳          |
| سایشی‌ها         | s، z ، f، v  | ۲          |
| انسدادی‌ها       | b، p ، t، d  | ۱          |

## اصل رسایی در زبان فارسی
پژوهش‌های زبان فارسی نشان‌می‌دهد که اصل رسایی در خوشه‌های دو همخوانی در هجاهای CVCC تنها زمانی رعایت می‌شود که هسته هجا یک واکه بلند باشد.